# Philippe Godding
Philippe Charles Godding (Ekeren, 10 januari 1926 - Bierges, 29 juli 2013) was een Belgisch hoogleraar en rechtshistoricus.

## Biografie

### Familie
Philippe Godding was een zoon van de liberale senator en minister Robert Godding en Hélène Bauss. Zijn grootvader, Charles Bauss, was stafhouder van de balie van Antwerpen.
Hij trouwde met Françoise Ganshof, dochter van de Gentse hoogleraar geschiedenis François Louis Ganshof en nicht van Walter Ganshof van der Meersch. Ze kregen zes kinderen, onder wie de jezuïet en bollandist Robert Godding.
De industrieel en politicus Jean Speth was gehuwd met zijn tante.

### Loopbaan
Godding volbracht zijn middelbare studies in Antwerpen en zijn legerdienst als vrijwilliger in 1944 in de Congolese Force Publique.
Hij studeerde aan de Université libre de Bruxelles en promoveerde tot doctor in de rechten in 1950 (in het Nederlands) en tot doctor in de rechtsgeschiedenis in 1961 (in het Frans). Zijn thesis was gewijd aan het grondrecht in het middeleeuwse Brabant (Le droit foncier à Bruxelles au Moyen Âge).
Godding was advocaat en van 1953 tot 1967 magistraat, een carrière die hij afsloot als procureur des Konings. Hij werd hoogleraar aan de Facultés universitaires Saint-Louis in Brusel en aan de Katholieke Universiteit Leuven en doceerde er rechtsgeschiedenis, historische kritiek en middeleeuwse instellingen. Hij was de laatste decaan van de Franstalige rechtenfaculteit in Leuven en de eerste van de faculteit in Louvain-la-Neuve. Godding zorgde ervoor dat het rechtengebouw in deze stad de naam kreeg van Thomas More. Hij was ook lid van de Koninklijke commissie voor de uitgave der oude wetten en verordeningen van België, waarvan hij van 1987 tot 2002 voorzitter was.
In 1987 werd hij lid van de Académie royale des sciences, des lettres et des beaux-arts de Belgique en was er voorzitter van in 1997. Hij ontving een eredoctoraat van de Universiteit Antwerpen.
Godding werd in zijn vakgroep beschouwd als een van de belangrijkste hedendaagse vertegenwoordigers van de Belgische historische school van de rechtsgeschiedenis, in de lijn van Jean-Joseph Raepsaet (1750-1832) en Léopold August Warnkönig (1794-1866).

## Publicaties (selectie)
- Le droit foncier à Bruxelles au moyen âge, Brussel, Institut de sociologie Solvay, 1960.
- La jurisprudence, Turnhout, Brepols, 1973 (Typologie des sources du moyen âge occidental, A-III-1).
- Le droit privé dans les Pays-Bas méridionaux du 12e au 18e siècle, Brussel, Académie royale de Belgique, 1987 (Mémoires de la Classe des Lettres. Collection in-4°, 2e série, t. XIV, fasc. 1).
- Bilan d'un historien du droit, Louvain-la-Neuve, 1991.
- Conseils et rencharges de la Haute Cour de Namur, 1440-1488, Brussel, Commission royale pour la publication des anciennes lois et ordonnances, 1992.
- Le Conseil de Brabant sous le règne de Philippe le Bon, 1430-1467, Brussel, Académie royale de Belgique, 1999 (Mémoire de la Classe des Lettres, Collection in-8°, 3e série, t. XIX).
- Petite vie de Thomas More, Parijs, Desclée de Brouwer, 2002.
- La législation ducale en Brabant sous le règne de Philippe le Bon, 1430-1467, Brussel, Académie royale de Belgique, 2006.